# نواب کلبعلی خان

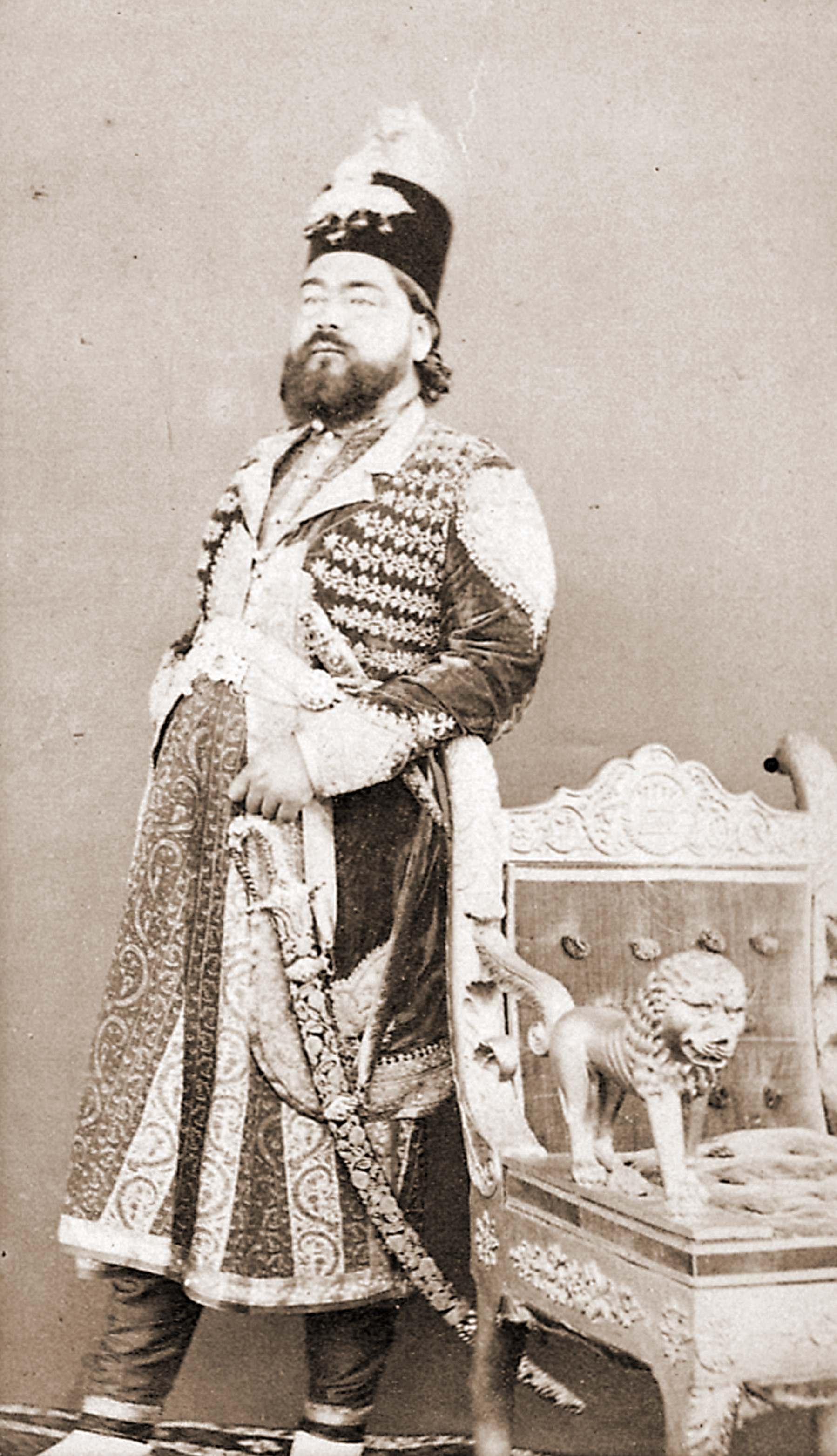
کلبعلی خان، نواب رامپور.

نواب کلبعلی خان حاکم رامپور در هندوستان بود. او در طی بیش از دو دهه حکمرانی خود، توجه ویژه‌ای به امور فرهنگی نشان داد. از نواب کلبعلی خان چند جلد کتاب به زبان‌های پارسی و اردو به جا مانده‌است. کتاب تاج فرخی مجموعه‌ای از اشعار او به زبان پارسی است.
لقب‌های رسمی او عبارت بودند از نواب‌زاده کلبعلی خان ولیعهد بهادر، عالی جاه، فرزند دلپذیر دولت انگلیسیه، امیرالامرا، مستعد جنگ، مخلص‌الدوله و غیره.

## کتابخانه رضا در رامپور
در ۲۶ ژوئیه ۱۸۴۰، نواب احمد علی خان فوت کرد، و از آنجا که وی فرزند پسر نداشت، از طرف انگلیسی‌ها، پسر برادر وی، محمد سعید خان، حاکم رامپور شد. وی آگاه به دانش روز بود و با مدیریتی که داشت کتابخانه را به بهترین وجه سرپرستی کرد. اول آوریل ۱۸۵۵، نواب محمد سعیدخان درگذشت و یوسف علی خان نواب رامپور شد. در این زمان شورش علیه انگلیسی‌ها شدت گرفت، اما محیط آرام رامپور باعث جلب عده زیادی از علمای نقاط گوناگون به این ناحیه شد، که بر رونق کتابخانه افزود. پس از مرگ یوسف علی خان در ۲۱ آوریل ۱۸۶۵، کلبعلی خان جانشین وی شد. در ۲۳ مارس ۱۸۸۷، کلبعلی خان فوت کرد و پسرش مشتاق علی خان حاکم رامپور شد. وی چون بیمار بود، حکومت بریتانیا، جنرال اعظم الدین خان را مأمور منطقه کرد. وی در سال ۱۸۹۱ م در رامپور به قتل رسید و به جای وی سرگرد اچ. آر. دیمنت به این سمت مأمور گشت. وی کمیته جدیدی برای کتابخانه تعیین کرد. در سال ۱۸۹۶ م، ریاست کنسولی منطقه به پایان رسید و نواب حامدعلی خان به حکومت رامپور رسید.
موجودی کتابخانه در حال حاضر بیش از شصت هزار کتاب چاپی، حدود پانزده هزار نسخه خطی (۱۲۸۰۸ نسخه خطی اسلامی: ۵۸۶۸ نسخه عربی، ۵۰۶۰ نسخه فارسی، ۱۰۰ نسخه ترکی، و پشتو و ۱۷۸۰ نسخه اردو) و حدود یک هزار اثر بدیع نقاشی هنرمندان ایرانی و هندی است.